# Rasmus Pedersen (Radsportler)

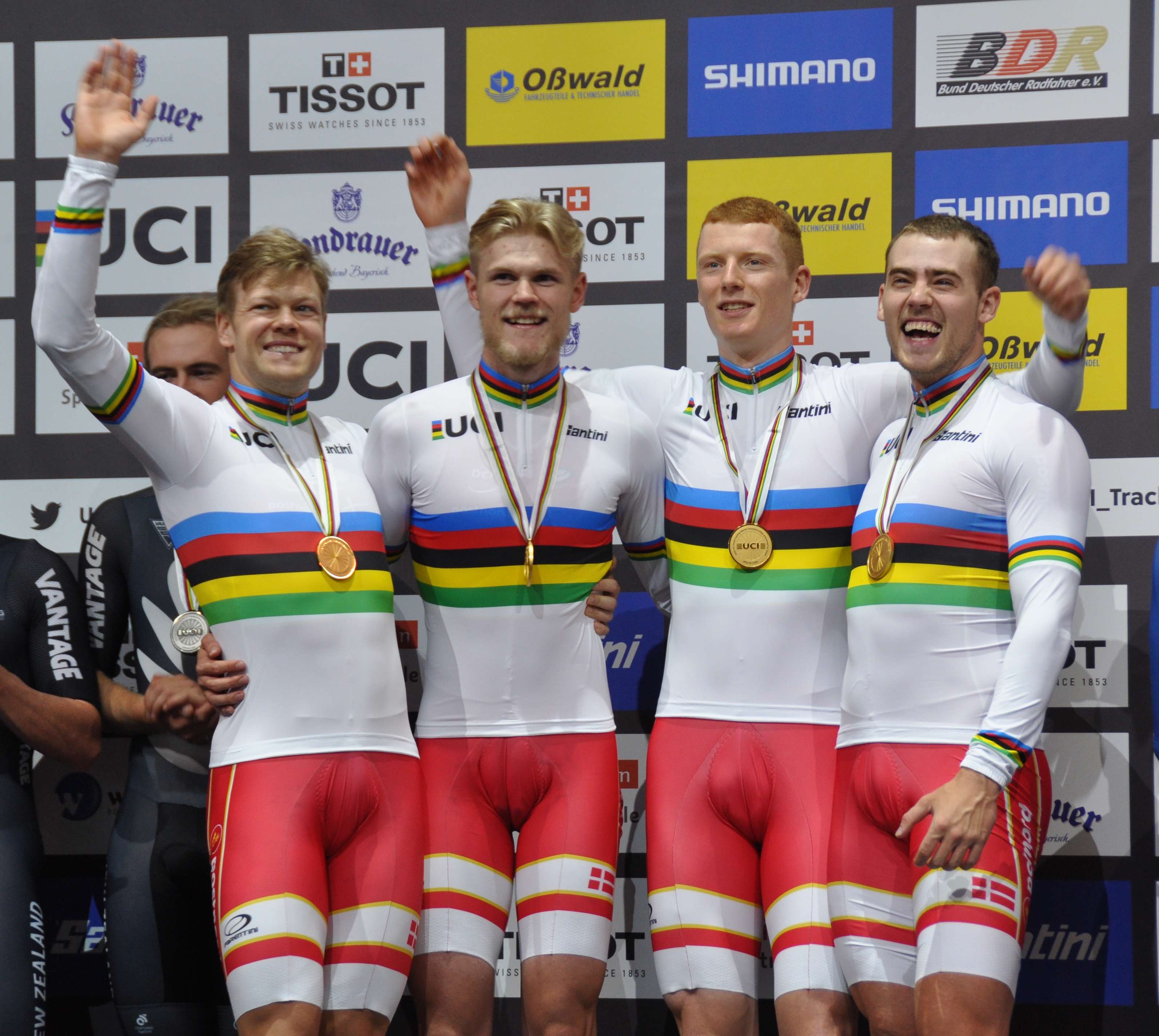
Weltmeister 2020 in der Mannschaftsverfolgung. V. l. n. r.: Lasse Norman Hansen, Julius Johansen, Frederik Madsen, Rasmus Pedersen

Rasmus Lund Pedersen (* 9. Juli 1998 in Odense) ist ein dänischer Radrennfahrer, der auf Bahn und Straße Rennen bestreitet.

## Sportliche Laufbahn
Seit 2015 ist Rasmus Pedersen international im Radsport aktiv und auf Bahn und Straße gleichermaßen erfolgreich. So errang er 2015 bei der Junioren-Europameisterschaft auf der Bahn Silber in der Mannschaftsverfolgung und im selben Jahr Bronze bei den Straßenweltmeisterschaften im Rennen der Junioren. Bei den Bahnradsport-Weltmeisterschaften der Junioren 2016 belegte er jeweils Rang zwei in Einer- und Mannschaftsverfolgung.
2018 startete Rasmus Pedersen in der Elite beim Bahnrad-Weltcup; der dänische Vierer mit Casper von Folsach, Lasse Norman Hansen und Julius Johansen gewann den Lauf im kanadischen Milton. Beim folgenden Lauf in Berlin belegte das Team in derselben Besetzung Platz zwei. Zur Saison 2019 erhielt Pedersen seinen ersten Vertrag beim dänischen Radsportteam ColoQuick. In diesem Jahr belegte der dänische Vierer mit Pedersen, Julius Johansen, Lasse Norman Hansen, Casper von Folsach und Niklas Larsen bei den  Bahnweltmeisterschaften in der Mannschaftsverfolgung Platz drei. Gemeinsam mit Johansen, Norman und Frederik Madsen wurde er Europameister, und der dänische Vierer gewann zwei Läufe des Bahnrad-Weltcups 2019/20. Im Jahr darauf wurde der Vierer in dieser Besatzung in Berlin Weltmeister.
2021 setzte der dänische Vierer mit Pedersen seine Erfolgsserie fort: Bei den Olympischen Spielen in Tokio errang er die Silbermedaille in der Mannschaftsverfolgung (mit Niklas Larsen, Madsen und Norman Hansen), und in der Besetzung Pedersen, Carl-Frederik Bévort, Tobias Hansen und Matias Malmberg Europameister in der Mannschaftsverfolgung. Auf nationaler Ebene wurde Pedersen mit Matias Malmberg dänischer Meister im Zweier-Mannschaftsfahren. 2022 belegte er mit Hansen, Bévort und Norman Hansen bei den Weltmeisterschaften Platz drei und bei den Europameisterschaften  mit Robin Skivild, Hansen und Bévort jeweils in der Mannschaftsverfolgung Platz zwei. 2023 und 2024 wurde Pedersen mit dem dänischen Bahn-Vierer zum zweiten bzw. dritten Mal Weltmeister, zusammen mit Larsen, Bévort, Hansen, Madsen und Leth. In der olympischen Mannschaftsverfolgung 2024 unterlag das dänische Team mit Pedersen Italien im Rennen um Platz 3.

## Erfolge

### Bahn
2015
- Junioren-Europameisterschaft – Mannschaftsverfolgung (mit Niklas Larsen, Frederik Madsen und Tim Vang Cronqvist)

2016
- Junioren-Weltmeisterschaft – Einerverfolgung, Mannschaftsverfolgung (mit Mathias Larsen, Julius Johansen und Kristian Kaimer Eriksen)

2018
- Weltcup in St-Quentin-en-Yvelines – Mannschaftsverfolgung (mit Casper von Folsach, Lasse Norman Hansen und Julius Johansen)
- Weltcup in Milton – Mannschaftsverfolgung (mit Casper von Folsach, Lasse Norman Hansen und Julius Johansen)

2019
- Weltmeisterschaft – Mannschaftsverfolgung (mit Julius Johansen, Lasse Norman Hansen, Casper von Folsach und Niklas Larsen)
- Europameister – Mannschaftsverfolgung (mit Julius Johansen, Lasse Norman Hansen, und Frederik Madsen)
- Bahnrad-Weltcup in Minsk – Mannschaftsverfolgung (mit Julius Johansen, Lasse Norman Hansen, und Frederik Madsen)
- Bahnrad-Weltcup in Glasgow – Mannschaftsverfolgung (mit Julius Johansen, Lasse Norman Hansen, und Frederik Madsen)

2020
- Weltmeister – Mannschaftsverfolgung (mit Julius Johansen, Lasse Norman Hansen und Frederik Madsen)

2021
- Olympische Spiele – Mannschaftsverfolgung (mit Niklas Larsen, Frederik Madsen und Lasse Norman Hansen)
- Europameister – Mannschaftsverfolgung (mit Carl-Frederik Bévort, Tobias Hansen und Matias Malmberg)
- Dänischer Meister – Zweier-Mannschaftsfahren (mit Matias Malmberg)

2022
- Weltmeisterschaft – Mannschaftsverfolgung (mit Tobias Hansen, Carl-Frederik Bévort und Lasse Norman Hansen)
- Europameister – Mannschaftsverfolgung (mit Robin Skivild, Tobias Hansen, und Carl-Frederik Bévort)

2023
- Nations Cup in Jakarta – Mannschaftsverfolgung (mit Tobias Hansen, Robin Skivild und Carl-Frederik Bévort)
- Nations Cup in Kairo – Mannschaftsverfolgung (mit Tobias Hansen, Robin Skivild und Carl-Frederik Bévort)
- Weltmeister – Mannschaftsverfolgung (mit Niklas Larsen, Carl-Frederik Bévort, Lasse Norman Leth und Frederik Madsen)

2024
- Europameisterschaften – Mannschaftsverfolgung (mit Tobias Hansen, Niklas Larsen, Frederik Madsen und Carl-Frederik Bévort)
- Europameisterschaften – Einerverfolgung
- Weltmeister – Mannschaftsverfolgung (mit Carl-Frederik Bévort, Niklas Larsen, Tobias Hansen und Frederik Madsen)

### Straße
2015
- Junioren-Weltmeisterschaft – Straßenrennen
- eine Etappe Internationale Friedensfahrt (Junioren)
- Dänischer Junioren-Meister – Straßenrennen

2016
- eine Etappe Internationale Friedensfahrt (Junioren)
- Trophée Centre Morbihan (Junioren)
- Mannschaftszeitfahren Aubel-Thimister-La Gleize (Junioren)